# フリードリヒ・ファールバッハ
フリードリヒ・ファールバッハ（Friedrich Fahrbach、1809年(1811年説も)9月17日(7月17日説も) ‐ 1867年3月19日）は、オーストリアの作曲家・指揮者。

## 経歴
アントン・ファールバッハ、ヨーゼフ・ファールバッハ、フィリップ・ファールバッハ1世らは親戚にあたる。兄のヨーゼフに訓練を受け、ヨハン・シュトラウス1世とヨーゼフ・ランナーとフルート奏者を務める。後に自身でも楽団を持ち、1848年から1855年まで楽長を務めた。その後、イタリアで音楽監督および音楽教師として働く。
彼は主にワルツと行進曲を作曲した。
イタリアのヴェローナで亡くなる。48歳没。

## 出版物
- Rund um die Strauss-Dynastie. Audio-CD, 1995
- Andrea Harrandt: Fahrbach, Familie. In: Oesterreichisches Musiklexikon. Online-Ausgabe, Wien 2002 ff., ISBN 3-7001-3077-5; Druckausgabe: Band 1, Verlag der Österreichischen Akademie der Wissenschaften, Wien 2002, ISBN 3-7001-3043-0.